# Hon(n)i soit qui mal y pense
Hon(n)i soit qui mal y pense фр.(изговор: они соа ки мал и панс). Нека се стиди ко нешто лоше помисли! (Едвард III)

## Поријекло изреке
Легенда: Када је енглески Краљ Едвард III на једном балу пронашао подвезицу која је испала лијепој енглеској грофици од Солзберија рекао је: 
„Нека се стиди ко нешто лоше помисли!“

## Данас актуелно
Ова изрека је и данас актуелна. Исписана је као девиза на Ордену подвезице (енгл. Order of the Garter) који се додјељује као знак витешког звања.

## Значење
Витез и витештво се потврђују и примјерени су и у боју, и у односима са дамама. Витез је и ратник али и морални чин. Или је витез, или није!

## Занимљивост
Изреку су усвојили Французи ма како су актери догађаја Енглези.